# Descended Like Vultures
 (octobre 2017).
Si vous disposez d'ouvrages ou d'articles de référence ou si vous connaissez des sites web de qualité traitant du thème abordé ici, merci de compléter l'article en donnant les références utiles à sa vérifiabilité et en les liant à la section « Notes et références ».
Albums de Rogue Wave
Out of the Shadow
(2003) Asleep at Heaven's Gate
(2007)
Descended Like Vultures est le deuxième album du groupe de rock indépendant américain Rogue Wave, sorti le 25 octobre 2005 sous le label indépendant Sub Pop.
Le dos du livret d'album rend un hommage : « This album is dedicated to the memory of Tristan Egolf » (en français : Cet album est dédié à la mémoire de Tristan Egolf) [mort en mai précédent].

## Liste des titres
Toutes les chansons sont écrites et composées par Zach Rogue.
| 1.    | Bird on a Wire                    | 3:40 |
| 2.    | Publish My Love                   | 3:44 |
| 3.    | Salesman at the Day of the Parade | 2:37 |
| 4.    | Catform                           | 3:12 |
| 5.    | Love's Lost Guarantee             | 4:45 |
| 6.    | 10:1                              | 3:21 |
| 7.    | California                        | 4:07 |
| 8.    | Are You on My Side                | 4:19 |
| 9.    | Medicine Ball                     | 1:54 |
| 10.   | You                               | 5:46 |
| 11.   | Temporary                         | 2:45 |
| 40:10 |                                   |      |

| Titres bonus - Édition digitale iTunes | Titres bonus - Édition digitale iTunes | Titres bonus - Édition digitale iTunes | Titres bonus - Édition digitale iTunes | Titres bonus - Édition digitale iTunes | Titres bonus - Édition digitale iTunes | Titres bonus - Édition digitale iTunes | Titres bonus - Édition digitale iTunes | Titres bonus - Édition digitale iTunes | Titres bonus - Édition digitale iTunes |
| No                                     | Titre                                  | Durée                                  |                                        |                                        |                                        |                                        |                                        |                                        |                                        |
| -------------------------------------- | -------------------------------------- | -------------------------------------- | -------------------------------------- | -------------------------------------- | -------------------------------------- | -------------------------------------- | -------------------------------------- | -------------------------------------- | -------------------------------------- |
| 12.                                    | Manna (Demo)                           | 2:54                                   |                                        |                                        |                                        |                                        |                                        |                                        |                                        |
| 13.                                    | You Read My Mind (Demo)                | 3:05                                   |                                        |                                        |                                        |                                        |                                        |                                        |                                        |
| 46:09                                  |                                        |                                        |                                        |                                        |                                        |                                        |                                        |                                        |                                        |

## Crédits
| - Zach Rogue : guitare acoustique, guitare électrique, piano, synthétiseurs, Hammond B3, chant - Pat Spurgeon : basse, guitare électrique, batterie, percussions, contrebasse, piano, Hammond B3, chant - Evan Farrell : basse, guitare électrique, piano, chant - Gram LeBron : batterie, guitare électrique, orgue Wurlitzer, chant | - Production : Bill Racine, Zach Rogue - Ingénierie, mixage : Bill Racine, Pat Spurgeon, Zach Rogue - Mastering : Emily Lazar - Mastering (vinyle) : John Golden - Enregistrement (additionnel) : Rogue Wave - Design : Jeff Kleinsmith |